# Julius Pisarowitz
Julius Pisařowitz (en tchèque : Julius Pisařovic, aussi en allemand : Julius Antonius Klemens Pisarowitz) (né  le 23 novembre 1811 à Prague, 24 mai 1881 à Zbraslav, aujourd'hui quartier de Prague) est un  clarinettiste et professeur de musique bohémien.

## Biographie
De 1825 à 1831, Julius Pisařowitz étudie au Conservatoire de Prague avec Václav Farník. Il joue dans l'orchestre du Théâtre des États. De 1843 à la fin de sa vie, il a également enseigné au Conservatoire de Prague, comptant parmi ses élèves Josef Friedrich. Il est l'auteur d'une méthode de clarinette, qui est une reprise de la méthode célèbre (1802) de Jean-Xavier Lefèvre.
Julius Pisařowitz s'est consacré  aux chants The Coming Bride op.37 (tchèque : Nevěsta předoucí) et Shalašnice (tchèque : Salašnice) avec des parties de clarinette obligée de František Škroup. En outre, Bedřich Smetana s'est appuyé sur les capacités d'interprétation de Julius Pisarowitz pour composer des parties de clarinette pour le cycle Ma patrie et d'autres œuvres.
Julius Pisařowitz est le père de quatre enfants, dont le chef d'orchestre Arthur Pisařowitz (1854-1917), qui a travaillé aux Pays-Bas, et la chanteuse d'opéra Marie Pisarzowitzova (ru).